# Puig de Sant Baldiri (Vilademuls)
El Puig de Sant Baldiri és una muntanya de 176 metres que es troba al municipi de Vilademuls, a la comarca del Pla de l'Estany. Al cim podem trobar-hi un vèrtex geodèsic (referència 306089001).